# Anggadita
Anggadita is een bestuurslaag in het regentschap Karawang van de provincie West-Java, Indonesië. Anggadita telt 12.861 inwoners (volkstelling 2010).